# 爾朱仲遠
爾朱仲遠（？—？），南北朝北魏政治人物，爾朱彥伯之弟。

## 生平
北魏孝莊帝時，擔任直寢、寧遠將軍、步兵校尉。爾朱仲遠天性貪暴，喜歡誣陷大富人家，殺其家口，死者投之河流，並侵佔其財物。諸將之妻有美色者，皆被其淫亂。韓陵一役戰敗，南走東郡，投奔梁武帝蕭衍，後死於江南。